# Henry King (reżyser)
Henry King (ur. 24 stycznia 1886 w Christiansburgu, zm. 29 czerwca 1982 w Toluca Lake) – amerykański aktor i reżyser filmowy. Dwukrotnie nominowany do Oscara za najlepszą reżyserię filmów Pieśń o Bernadette (1943) i Wilson (1944). Był także członkiem założycielem Amerykańskiej Akademii Sztuki i Wiedzy Filmowej (AMPAS).
Za Pieśń o Bernadette zdobył nagrodę Złotego Globu dla najlepszego reżysera. King zadebiutował jako reżyser w  1915. W ciągu trwającej blisko 50 lat kariery zrealizował ok. 100 filmów. Do głównych ról angażował często Tyrone’a Powera i Gregory’ego Pecka. W kilku filmach pojawił się jako aktor, próbował także sił jako scenarzysta i producent.

## Wybrana filmografia
- Tchórz (1921)
- Rozpętane żywioły (1926)
- Magiczny płomień (1927)
- Jarmark miłości (1933)
- Marie Galante (1934)
- Droga na wschód (1935)
- Siódme niebo (1937)
- W starym Chicago (1938)
- Szalony chłopak (1938)
- Jesse James (1939)
- Stanley i Livingstone (1940)
- Czarny łabędź (1942)
- Pieśń o Bernadette (1943)
- Wilson (1944)
- Szpada Kastylii (1947)
- Książę lisów (1949)
- Z jasnego nieba (1949)
- Jim Ringo (1950)
- Dawid i Betszeba (1951)
- Śniegi Kilimandżaro (1952)
- Siła uczuć (1955)
- Miłość jest wspaniała (1955)
- Słońce też wschodzi (1957)
- Bravados (1958)
- Ukochany niewierny (1959)
- Czuła jest noc (1962)